# Araneus albotriangulus
Araneus albotriangulus  (лат.) — вид аранеоморфных пауков рода крестовики из семейства пауков-кругопрядов, эндемик Австралии.

## Ареал
Araneus albotriangulus является эндемиком Австралии, обитает в Новом Южном Уэльсе и Квинсленде.

## Описание
Для A. albotriangulus, как и для других пауков-крестовиков, характерен половой диморфизм. Это небольшие пауки: самки — 4 мм, самцы — 2 мм. Брюшко этого вида имеет две симметричные жёлтые или бежевые отметины в форме крыльев или прямоугольных треугольников. Отсюда их видовое название albotriangulus.
Паутина нерегулярная, как правило, недалеко от земли.